# Saperda carcharias
Saperda carcharias là một loài bọ cánh cứng trong họ Cerambycidae.

## Hình ảnh

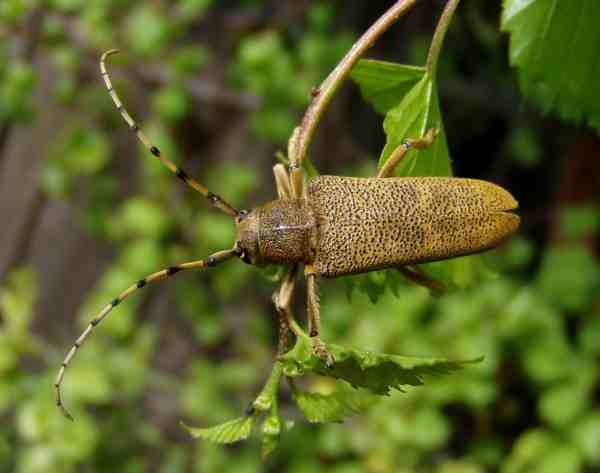
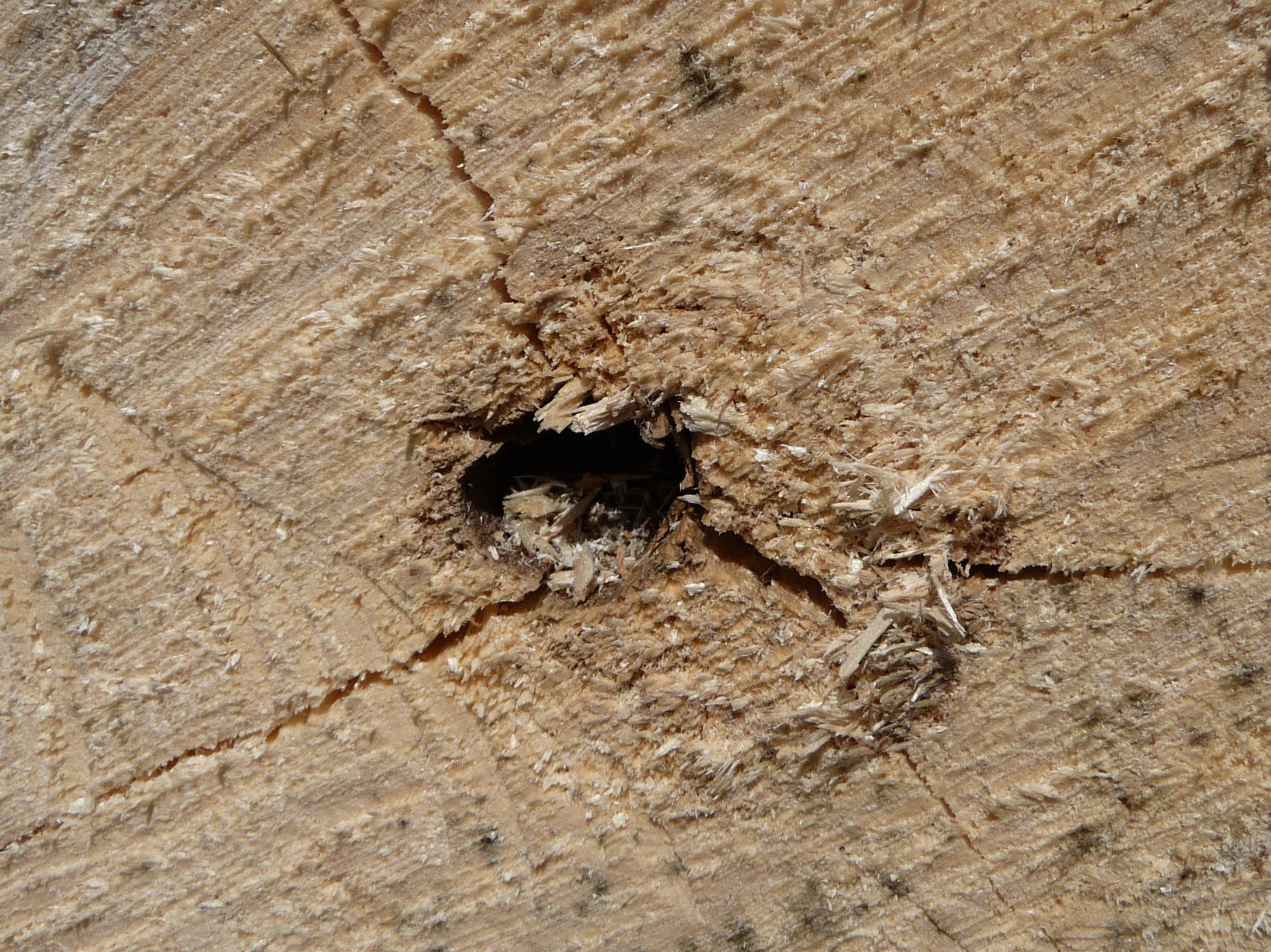
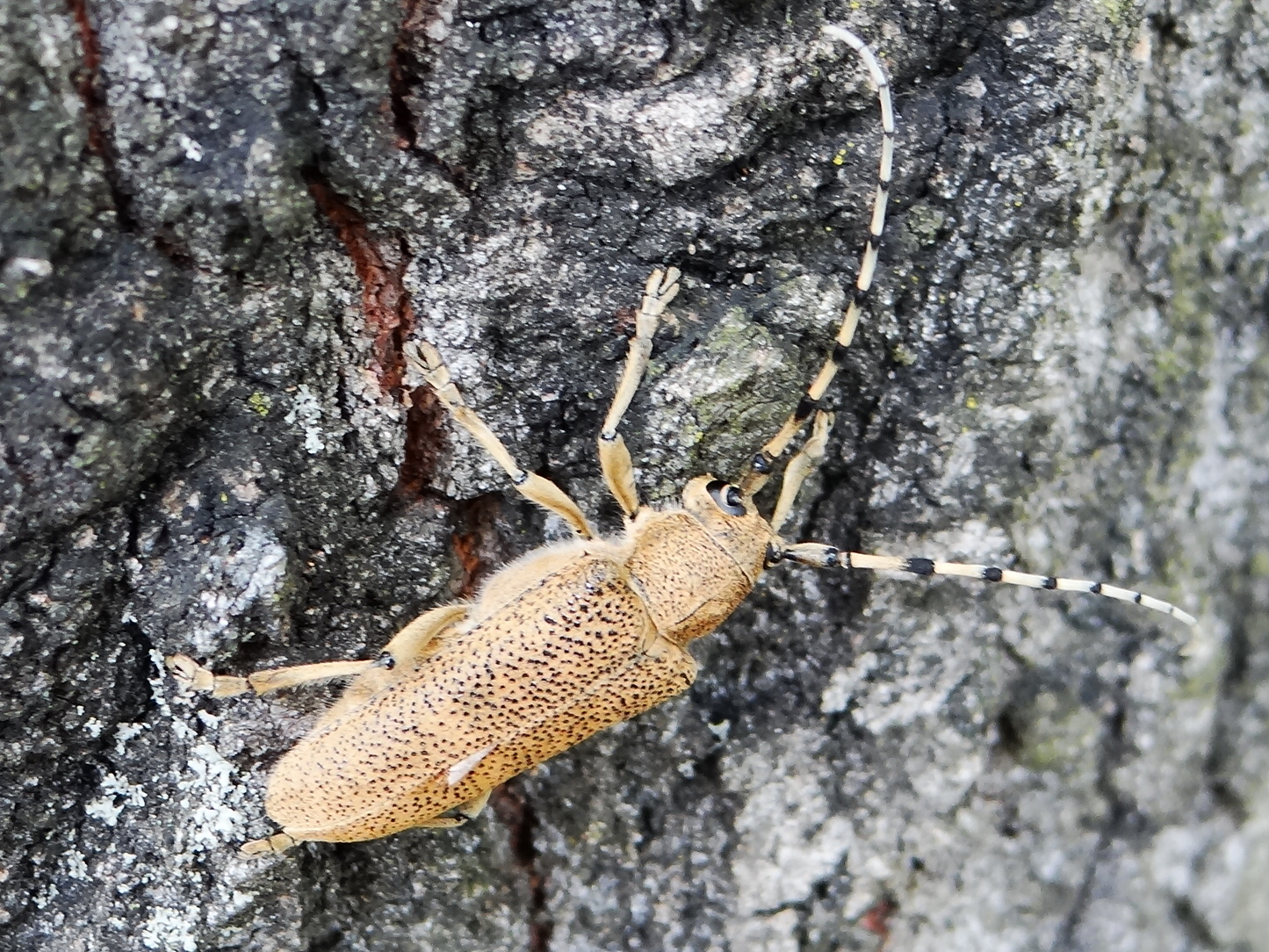
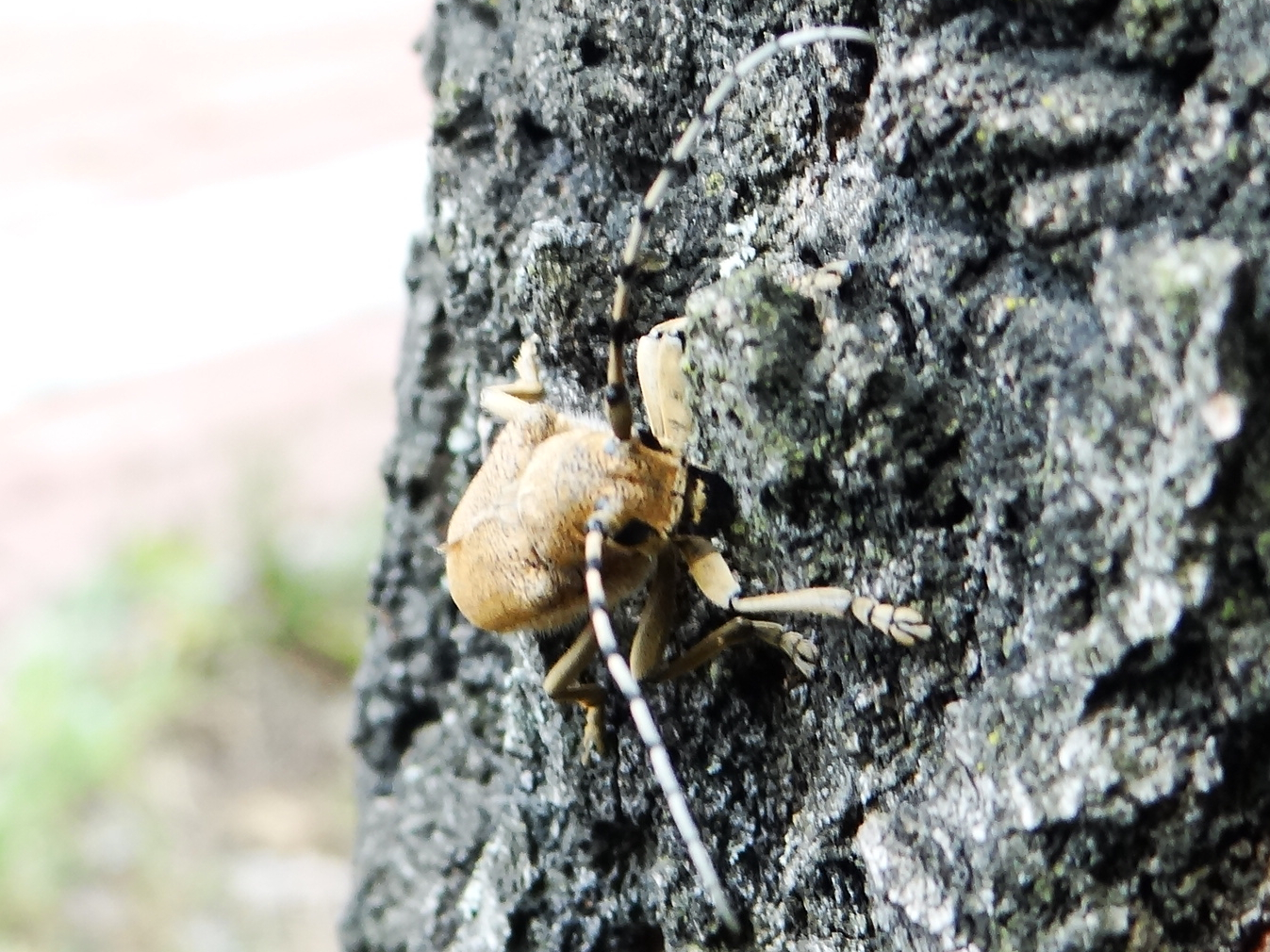